# START AGAIN
「START AGAIN」（スタート・アゲイン）は、神谷浩史の楽曲。喜介が作詞、前口渉が作曲を手掛けた。神谷の4枚目のシングルとして2014年1月29日にKiramuneから発売された。

## 音楽性
自身のCDデビュー5周年とディレクターが変更になったこともあり、従来にはあまり見られなかった「繊細でおしゃれかっこいい曲」に仕上がっている。そのため歌詞選びは当初提示された歌詞が「やや難解」であったため神谷が再スタート的なイメージで作るよう依頼したことで全体的にストレートでわかりやすい内容に落ち着いたという。
ちなみにPVは2013年の秋頃、曇り空のあまり芳しくない状況下の海岸で撮影された。そのため撮影時は風が一向に止まず3人のスタッフが板で防いでいたという。

## シングルリリース
2014年1月29日にKiramuneから発売された。神谷のシングルとしては前作「Such a beautiful affair」から約3か月ぶりのリリースとなる。
販売形態は豪華盤（LACM-34180）と通常盤（LACM-14180）の2種リリースで、豪華盤には本曲のPVを収録したDVDが同梱されている。
3曲目「Shall We Circus!」は、明るい曲。
ジャケットは、PVを撮影した翌日に撮影が行われ、現在・過去・未来の神谷を表現しているという。

## シングル収録内容
| #         | タイトル               | 作詞      | 作曲       | 編曲       | 時間  |
| --------- | ---------------------- | --------- | ---------- | ---------- | ----- |
| 1.        | 「START AGAIN」        | 喜介      | 前口渉     | 前口渉     | 5:05  |
| 2.        | 「三つ葉のクローバー」 | 松村龍二  | 梅原新     | 梅原新     | 5:03  |
| 3.        | 「Shall We Circus!」   | 古屋真    | 本田光史郎 | 本田光史郎 | 4:20  |
| 合計時間: | 合計時間:              | 合計時間: | 合計時間:  | 合計時間:  | 14:29 |

| #  | タイトル                    | 作詞 | 作曲・編曲 |
| -- | --------------------------- | ---- | ---------- |
| 1. | 「START AGAIN」(MUSIC CLIP) |      |            |
| 2. | 「TRAILER」                 |      |            |

## チャート
| チャート（2014年）                                 | 最高位 |
| -------------------------------------------------- | ------ |
| オリコン                                           | 10     |
| Billboard JAPAN HOT 100                            | 28     |
| Billboard JAPAN Hot Singles Sales                  | 10     |
| Billboard JAPAN Hot Animation                      | 4      |
| Billboard JAPAN Top Independent Albums and Singles | 2      |
| サウンドスキャン（豪華盤）                         | 9      |